# Matança
Matança es una freguesia portuguesa del concelho de Fornos de Algodres, con 13,77 km² de superficie y 312 habitantes (2001). Su densidad de población es de 22,7 hab/km².